# Шан Чжисинь
Шан Чжисинь (尚之信; 2 августа 1636 — 9 октября 1680) — китайский военачальник ранней династии Цин, известным своей ролью в восстании трех князей-данников. Он был принцем Пиннаня (平南王, «Принц, умиротворяющий Юг»), унаследовав свое положение от своего отца Шан Кэси, который отказался от династии Мин и сдался династии Цин.

## Биография

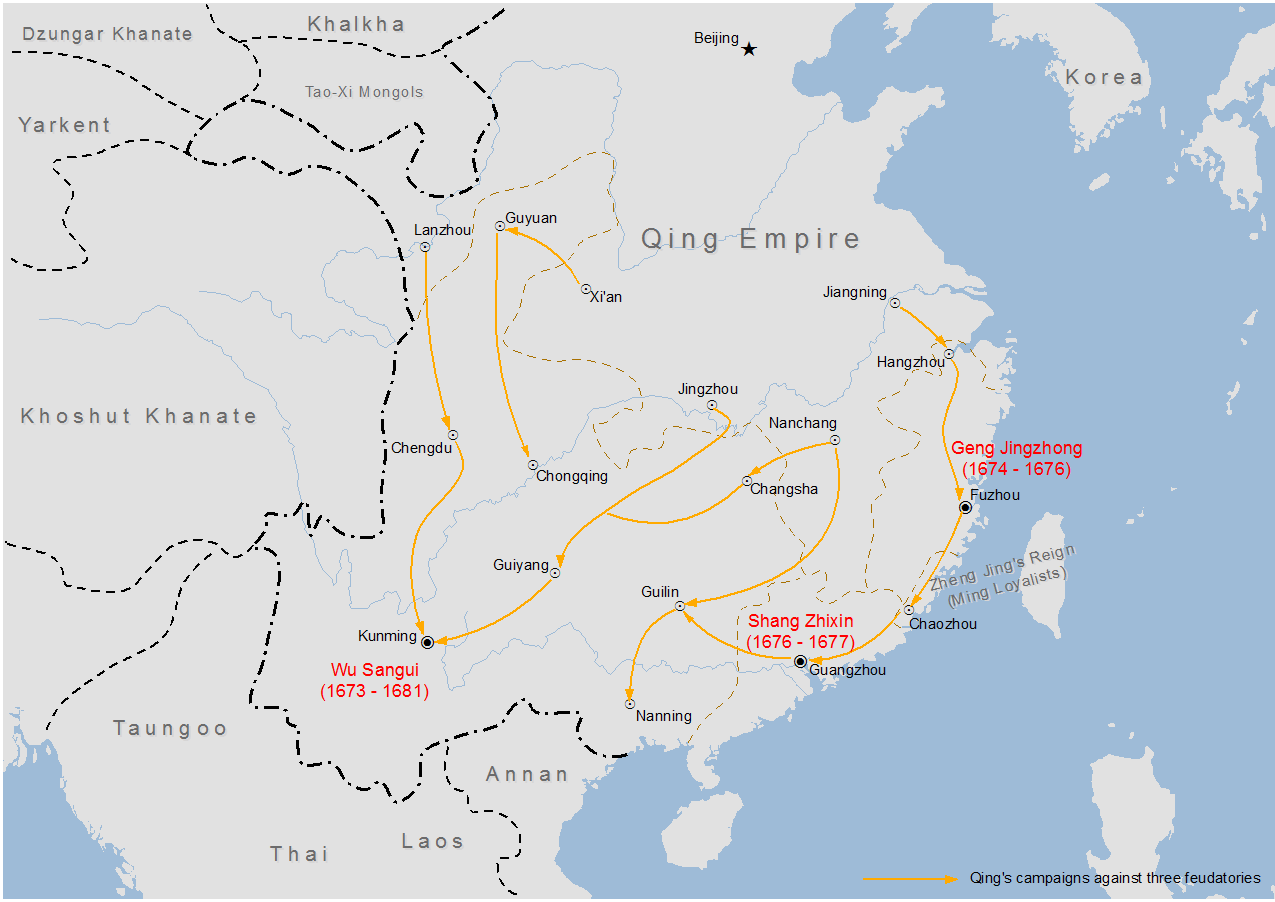
Карта восстания трех князей-данников

Второй сын Шана Кэси (1604—1676), первого принца Пиннаня (1649—1676).
В 1673 году Шан Кэси из-за преклонного возраста обратился к цинскому императору Канси с просьбой разрешить ему уйти в отставку обратно на его приемную родину Ляодун. Таким образом, он передал свое положение Шан Чжисиню, своему старшему сыну. Как принц Пиннань, он отвечал за оборону провинции Гуандун.
Вскоре после этого цинский двор в рамках своей политики централизации решил упразднить феодальное государство Пиннань под предлогом того, что Шан Чжисинь «трудно контролировать». Шан Кэси, который тогда все еще находился в провинции Гуандун, был готов принять это и приготовился перевезти всю свою семью обратно в Хайчэн.
Однако восстание У Саньгуя и Гэн Цзинчжуна соответственно положило конец этим планам. Шан Чжисиню было приказано вернуть военное командование своему отцу, который все еще был верен Цин. Однако многие из его людей дезертировали в лагерь повстанцев. С 1673 по 1676 год Гуанчжоу оставался крепостью Цин посреди территории, удерживаемой повстанцами.
В начале 1676 года силы, верные Шан Чжисиню, поместили Шан Кэси под домашний арест. Получив военное командование княжеством Пиннань, Шан Чжисинь быстро присоединился к силам У Саньгуя. Однако после смерти Шан Кэси в конце 1676 года (а также после капитуляции повстанческих генералов, таких как Ван Фучэнь), Шан Чжисинь передумал и перешел на сторону Цин. Цинское правительство приказало ему повести войска против У Саньгуя, но Шан Чжисинь приложил лишь символические усилия, надеясь сохранить свои силы.
В 1679 году цинский император Канси лишил Шан Чжисиня большей части его военных полномочий. В 1680 году, когда победа Цин была неизбежна, Шан Чжисинь был арестован, доставлен в Пекин и приговорен к самоубийству. В обмен на самоубийство семья Шан Чжисиня была избавлена от наказания. У Шана было 36 братьев: четверо из них были казнены во время самоубийства Шан Чжисиня, а остальным оставили жить.
Шан Чжисинь был известен своим знаменитым жестоким правлением. Некоторые из его личных врагов были растерзаны охотничьими собаками за противодействие ему.